# Fåglums församling
Fåglums församling var en församling i Skara stift och i Essunga kommun. Församlingen uppgick 2002 i Essunga församling.

## Administrativ historik
Församlingen har medeltida ursprung.
Församlingen var till 1 maj 1922 annexförsamling i pastoratet Lekåsa, Essunga, Barne-Åsaka, Fåglum och Kyrkås (Sandbäck) för att därefter till 2002 vara annexförsamling i pastoratet Essunga, Lekåsa, Barne-Åsaka, Fåglum och Kyrkås. Församlingen uppgick 2002 i Essunga församling.

## Kyrkor
- Fåglums kyrka